# Влада Боже Петровића Његоша

## Историјат

### Раније трасформације државне власти
Током дуге владавине Николе I Петровића Његоша (1860-1921) институције власти трансформисале су се у неколико наврата. Сенат је 1874. године реорганизован - у његовом оквиру установљене су тзв. управе које су представљале неку врсту једноставних министарстава: за унутрашње послове, за војне послове, за финансије и књажевска канцеларија за инострана дјела. Реформом из 1879. године на највишој инстанци раздвојена су судска и административна власт укидањем Сената и успостављањем Министарства и Великог суда.

### Од 1879. до 1905.
Новоустановљена институција Министарство било је у ствари влада, а његових 6 одјељења прерасли су у: Министарство војно, Министарство иностраних дјела, Министарство правде, Министарство просвјете и црквених дјела, Министарство унутрашњих дјела и Министарство финансија и грађевина. Сви чланови владе били су такође чланови Државног Савјета, институције која је истовремено била највише законодавно тијело и највиша државна надзорна власт. Државном Савјету било је подређено и Министарство. У дугом периоду од 8. III 1879. до 6. XII 1905. године персоналне промјене у саставу Владе биле су релативно ријетке. У току читавог тог периода Министарством је предсједавао рођак књаза Николе, војвода Божо Петровић, који је истовремено био и предсједник Државног Савјета.

## Чланови владе
| Функција                                                  | Слика         | Име и презиме       | Детаљи                                                                         |
| --------------------------------------------------------- | ------------- | ------------------- | ------------------------------------------------------------------------------ |
| Предсједник државнога Савјета                             |               | Божо Петровић       |                                                                                |
| Министар спољашних послова (Министар Иностраних Дјела)    |               | Станко Радоњић      | преминуо 1. октобра 1889.                                                      |
| Министар спољашних послова (Министар Иностраних Дјела)    | Гавро Вуковић |                     |                                                                                |
| Министар унутрашних послова (Министар Унутрашњијех Дјела) |               | Машо Врбица         |                                                                                |
| Министар унутрашних послова (Министар Унутрашњијех Дјела) |               | Божо Петровић       | од ?                                                                           |
| Министар правде                                           |               | Божо Петровић       |                                                                                |
| Министар правде                                           |               | Валтазар Богишић    | од ?                                                                           |
| Министар правде                                           |               | Лујо Војиновић      | од 1889                                                                        |
| Министар правде                                           |               | Милош Ђ. Шаулић     | вршилац дужности преминуо 19. септембра 1904.                                  |
| Министар правде                                           |               | Божо Петровић       | заступник                                                                      |
| Министар финансија                                        |               | Ђуро Церовић        | до 1882. до наименовања министра просвјете заступа га министар финансија       |
| Министар финансија                                        |               | Никола Ђ. Матановић | од 1882. до 1903.                                                              |
| Министар финансија                                        |               | Лазар Мијушковић    | од 1903.                                                                       |
| Министар војни                                            |               | Илија Пламенац      |                                                                                |
| Министар Просвјете и Црквених Послова                     |               |                     | 8. марта 1879. до наименовања министра просвјете заступа га министар финансија |
| Министар Просвјете и Црквених Послова                     |               | Висарион Љубиша     | заступник министра од 1882. до 1884.                                           |
| Министар Просвјете и Црквених Послова                     |               | Митрофан Бан        | заступник министра од 1884. до 1885.                                           |
| Министар Просвјете и Црквених Послова                     |               | Јован Павловић      | заступник министра од 1885. до 1887. министар од 1887.                         |
| Министар Просвјете и Црквених Послова                     |               | Симо Поповић        | од 1887. до 1903.                                                              |
| Министар Просвјете и Црквених Послова                     |               | Гавро Вуковић       | заступник министра од 1903. до 1905.                                           |